# ITM2C
ITM2C (англ. Integral membrane protein 2C) – білок, який кодується однойменним геном, розташованим у людей на короткому плечі 2-ї хромосоми.  Довжина поліпептидного ланцюга білка становить 267 амінокислот, а молекулярна маса — 30 224.
| 10         |  | 20         |  | 30         |  | 40         |  | 50         |
| ---------- |  | ---------- |  | ---------- |  | ---------- |  | ---------- |
| MVKISFQPAV |  | AGIKGDKADK |  | ASASAPAPAS |  | ATEILLTPAR |  | EEQPPQHRSK |
| RGGSVGGVCY |  | LSMGMVVLLM |  | GLVFASVYIY |  | RYFFLAQLAR |  | DNFFRCGVLY |
| EDSLSSQVRT |  | QMELEEDVKI |  | YLDENYERIN |  | VPVPQFGGGD |  | PADIIHDFQR |
| GLTAYHDISL |  | DKCYVIELNT |  | TIVLPPRNFW |  | ELLMNVKRGT |  | YLPQTYIIQE |
| EMVVTEHVSD |  | KEALGSFIYH |  | LCNGKDTYRL |  | RRRATRRRIN |  | KRGAKNCNAI |
| RHFENTFVVE |  | TLICGVV    |  |            |  |            |  |            |

A: Аланін

C: Цистеїн

D: Аспарагінова кислота

E: Глутамінова кислота

F: Фенілаланін

G: Гліцин

H: Гістидин

I: Ізолейцин

K: Лізин

L: Лейцин

M: Метіонін

N: Аспарагін

P: Пролін

Q: Глутамін

R: Аргінін

S: Серин

T: Треонін

V: Валін

W: Триптофан

Кодований геном білок за функцією належить до фосфопротеїнів. 
Задіяний у таких біологічних процесах як поліморфізм, альтернативний сплайсинг. 
Локалізований у клітинній мембрані, мембрані, лізосомі.